# Ванда Мейбаум-Каценелленбоґен
Ванда Люцина Мейбаум-Каценелленбоґен (пол. Wanda Lucyna Mejbaum-Katzenellenbogen; 1 січня 1914, Львів — 19 серпня 1986, Вроцлав) — польська біохімікиня, засновниця вроцлавської біохімічної школи, професор медичних наук.

## Біографія

### Дитинство
Ванда Мейбаум народилася у Львові в родині Вацлава Мейбаума, історика, вчителя та діяча партії наацдемів, та Марії Валерії (до шлюбу Деринґ, пол. Deryng, 1889—1962), вчительки співу та гри на фортепіано. Вона була найстаршою дитиною в сім'ї. Мала братів Мествіна (1918—1926) і Вацлава (1933—2002).
У Львові познайомилася з Єжи Каценелленбоґеном, із котрим разом навчалася на медичному факультеті університету Яна Казимира (він став психіатром), а пізніше одружилася. Єжи мав єврейське походження і під час німецької окупації Львова переховувався в домі Мейбаумів на Замарстинові. У 1946 році в м. Гливиці народила доньку Еву, а згодом у Вроцлаві Марію.

### Львівський період життя

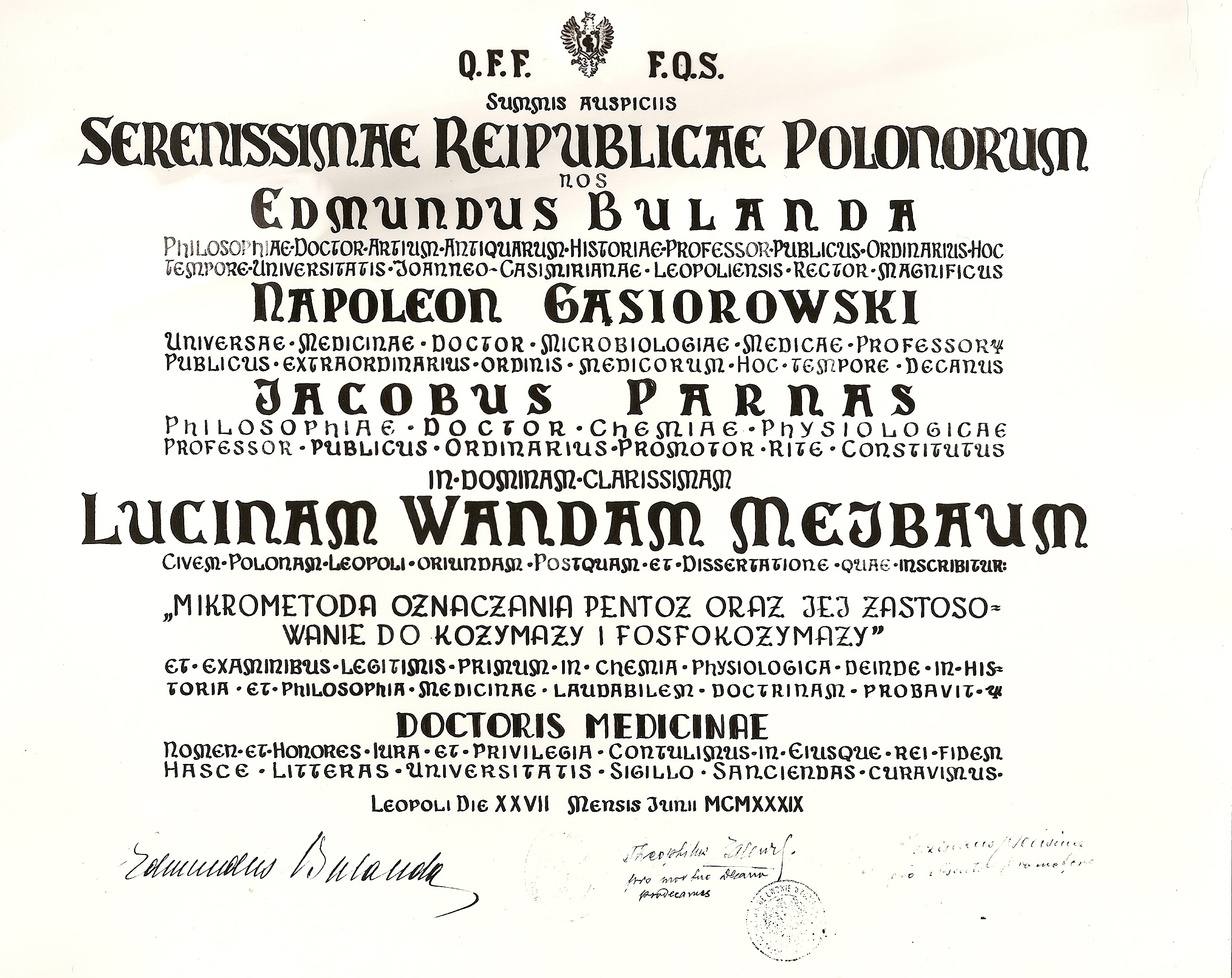
Докторський диплом Ванди Мейбаум-Каценелленбоґен

Закінчила університет у 1938 році. На третьому році навчання, після зданого іспиту з медичної хімії, стала стажисткою Якова Парнаса й надалі продовжувала працю в його колективі. Це дало їй змогу ще під час навчання написати докторську працю в галузі фізіологічної хімії Mikrometoda oznaczania pentoz oraz jej zastosowanie do kozymazy i fosfokozymazy (укр. Мікрометод визначення пентоз та його застосування для козимази і фосфокозимази), яку захистила у 25 років, отримавши 27 червня 1939 року ступінь доктора медичних наук.
Того ж року в науковому часописі «Hoppe-Seyler's Zeitschrift für physiologische Chemie» опублікувала статтю Über die Bestimmung kleiner Pentosemengen insbesondere in Derivaten der Adenylsäure (укр. Визначення малої кількості пентоз, зокрема в похідних аденозинмонофосфату), яка опиралася на її докторську дисертацію. Ця стаття протягом 1945—1988 років була восьмою за цитованістю (2655 цитувань) науковою роботою в галузі біологічних наук і єдиною польською публікацією в так званих citation classic видавництва Current Contents of Life Sciences.

### Вроцлавський період
До 1946 року займалася науковою та викладацькою діяльністю у Львові (на кафедрі неорганічної хімії у реорганізованому з медичного факультету Львівського університету Львівському державному медичному інституті), а згодом переїхала до Вроцлава, де працювала у Вроцлавському університеті та заснованій згодом Медичній академії. В ті роки вона разом з Іреною Мохнацькою допомагала Тадеушеві Барановському відбудувати та організувати у Вроцлаві наукове життя. Протягом 1946—1958 років Ванда Мейбаум-Каценелленбоґен працювала в очолюваному Барановським Відділі фізіологічної хімії Медичного університету і Вроцлавської політехніки (від 1950 року підрозділ Медичної академії). У 1959 році перейшла на факультет фармації Медакадемії, паралельно працюючи у Вроцлавському університеті.
Була старшою асистенткою, згодом ад'юнктом, а в 1954 році обійняла посаду доцентки, захистивши наукову працю про хімічний склад і ензими гладенької м'язової тканини. В 1961 році стала екстраординарним, а в 1973 році ординарним професором. З її ініціативи у 1959 році були створені кафедри біохімії на факультеті фармації Медакадемії та на факультеті природничих наук Вроцлавського університету, які вона ж і очолила. Протягом 1959—1968 років також очолювала Відділ фізіологічної хімії факультету фармації Медичної академії. Крім організації кафедр в обох навчальних закладах, займалася й іншою організаційною діяльністю. В 1961 році відкрила біохімію як новий напрямок навчання у Вроцлавському університеті. Протягом 1962—1964 років була деканом факультету фармації, а згодом директором Інституту ботаніки (протягом 1964—1968 років) та Ботаніки і біохімії Вроцлавського університету (1971—1973). В 1969 році припинила працю в Медичній академії і працювала лише в університеті.
Окрім праці в навчальних закладах, входила до редколегії польського наукового квартальника «Postępy Biochemii» (1968—1983), наукових часописів «Acta Biochimica Polonica» і «Wiadomości Chemiczne», а також очолювала вроцлавське відділення Польського товариства лабораторної діагностики (1962—1976) і VIII відділення (біологічних наук) Вроцлавського наукового товариства (1970—1974). Була активною учасницею Польського біохімічного товариства, Польського ботанічного товариства, Польського фізіологічного товариства та Комітету біохімії та біофізики ПАН. У 1974 році за її ініціативою були організовані перші Наукові сесії випускників біохімії, які згодом перетворилися на Наукові сесії випускників молекулярної біології.

## Наукові досягнення
Більшість досліджень Ванди Мейбаум-Каценелленбоґен належать до галузей біохімії та біохімічної аналітики; переважно проведені у Вроцлавському університеті. Вона розробила оригінальні аналітичні методи визначення пентоз, білків, алкілрезорцинів, дубильних речовин і глікопротеїнів у біологічних препаратах. Розпочала також працю над структурою та функціями полімерів. Цікавилася протеолітичними ферментами та їх інгібіторами з тканин рослин та тварин, а також роллю білків у структурі та функціях ДНК та полісахаридів. В подальшому працю в цих та інших напрямках (зокрема дослідження фенолових сполук та глікопротеїнів) продовжили її учні.
Винайшла практичний та недорогий турбідиметричний метод маркування білків за допомогою танінів, пізніше знаний як «вроцлавський метод», який уможливив працю навіть у погано обладнаних аналітичних та наукових лабораторіях. Іншим методом, розробленим Мейбаум-Каценелленбоґен, була преципітація білків та глікопротеїнів за допомогою таніну та кофеїну, що полегшило виділення цих макрочастинок з біологічних рідин. Вона також дослідила ендогенну функцію орозомукоїдів у сироватці крові хворих та здорових людей, що дозволило відкрити їх взаємодію з антитілами. Також започаткувала і розвинула у Вроцлаві дослідження природних дубильних речовин, які, як стверджувала, могли в умовах in vivo знерухомити активні білки та інші макрочастинки.
Розпочала також виробництво біохімічних реагентів для компанії Polskie Odczynniki Chemiczne. У 1970-х роках Інститут біохімії Вроцлавського університету був єдиним у Польщі виробником уреази, кислої фосфатази, рибонуклеази, кількох інгібіторів протеази та низки інших реагентів для аналізу та діагностики.
Мейбаум-Каценелленбоґен опублікувала в польських та закордонних наукових часописах сумарно майже 150 наукових праць та оглядових статей, включаючи публікацію у Nature. Видала навчальний посібник з біохімії та переклала (разом із чоловіком) польською мовою підручник з фізіологічної хімії Гарпера. Протягом своєї наукової та викладацької роботи вивчила понад 150 випускників, 35 докторів, 8 габілітованих докторів (більшість із них пізніше стали професорами).

## Відзнаки та нагороди
За науково-викладацьку, виховну та організаційну діяльність отримала низку державних нагород, серед яких: Золотий Хрест Заслуги (1959), Відзнака XV-ліття визволення Нижнього Шльонську (1960), Відзнака 1000-ліття Держави Польської (1969), Кавалерський хрест Ордену Відродження Польщі (1973), Медаль 10-ліття ПНР (1975), Медаль комісії народної освіти (1975). Також вона отримала звання Заслуженого вчителя Польської Народної Республіки (1982). Багато разів отримувала відзнаки Міністерства науки, вищої освіти та техніки та Міністерства охорони здоров'я Польщі. Польське біохімічне товариство надало їй статус Почесного члена Товариства (1983).